# Un pilota ritorna
Un pilota ritorna è un film del 1942 diretto da Roberto Rossellini, con protagonista Massimo Girotti.
La pellicola è il secondo capitolo della cosiddetta "trilogia della guerra fascista", preceduto da La nave bianca (1941) e seguito da L'uomo dalla croce (1943).

## Trama
1941. Durante la campagna italiana di Grecia, Gino, un pilota di un trimotore da bombardamento italiano, colpito dalla contraerea è costretto a lanciarsi con il paracadute e viene fatto prigioniero dai greci. Durante il trasferimento dei prigionieri, Gino conosce Anna, figlia del medico italiano che assiste gli italiani imprigionati e se ne innamora ricambiato. Durante un bombardamento notturno, Gino riesce a evitare le sentinelle nemiche per salire a bordo di un aereo britannico, decollare e dirigersi verso l'Italia dove, scambiato per un nemico, sarà ferito dalla contraerea italiana; riesce però ad atterrare e, soccorso dai compagni, apprende che la Grecia si è arresa.

## Distribuzione
Il film venne distribuito nel circuito cinematografico italiano l'8 aprile del 1942.

## Interpreti
Michela Belmonte, all'epoca giovane debuttante, era la sorella minore di Maria Denis, allora una delle attrici cinematografiche italiane più note ed affermate. La Belmonte invece non avrà la stessa fortuna in tale campo tant'è che, dopo aver girato appena tre film, abbandonò il mondo dello spettacolo per diventare una nota ed apprezzata archeologa specializzandosi in Egittologia.

## Luoghi delle riprese
Alcune scene in esterno sono state filmate presso il R. Aeroporto "Tommaso Fabbri" di Viterbo, tuttora esistente.

## Riconoscimenti
- 1942 - Premio nazionale della cinematografia
  - Miglior film bellico